# Lembos unifasciatus
Lembos unifasciatus är en kräftdjursart som beskrevs av A. A. Myers 1977. Lembos unifasciatus ingår i släktet Lembos och familjen Aoridae.

## Underarter
Arten delas in i följande underarter:
- L. u. unifasciatus
- L. u. reductus